# Nano Parra
Nano Parra, pseudónimo de Fernando Báez Parra (Curacaví, 20 de septiembre de 1937), es un músico chileno, hijo de Hilda Parra, sobrino, entre otros, de Nicanor, Violeta, Lalo y Roberto Parra y por tanto perteneciente a la segunda generación de la Familia Parra. Su carrera como músico se desarrolló entre las décadas de 1960 y 1970, lanzando en 1965 el álbum Veinte cuecas con salsa verde junto a su madre y su hermana María Elena, y con la participación de su tío Roberto, así como otros discos como solista.
En Santiago creó una peña folclórica que lleva su nombre: «La Peña de Nano Parra».

## Festival de Viña del Mar 1971
Su canción «Mi velorio» habría sido galardonada con el tercer lugar en la competencia folclórica del XII Festival Internacional de la Canción de Viña del Mar en 1971, pero quedó descalificada al haber sido postulada bajo la autoría de una falsa «Margarita Pizarro» junto con otra canción de su autoría, considerando que las bases del festival solo permitían una canción por autor.

## Discografía
- 1967 - Veinte cuecas con salsa verde (con Hilda Parra y María Elena Báez)
- 1969 - Contrapunto de cuecas choras
- 1970 - Lolos marihuaneros y otras cuecas choras
- 1971 - Otro lote de cuecas choras
- 1971 - Canto a mi pueblo
- 1972 - Colo Colo '72. Cuecas choras
- 1972 - Un racimo de cuecas choras
- 1973 - Versos para un nuevo día
- 1975 - Cuecas choras «de toque a toque»
- 1975 - ¡5×8...= 60...!
- 1980 - Las nuevas cuecas choras de Nano Parra
- 1996 - El cumpleaños de Bonvallet
- 2000 - Las cuecas choras más bacanas del Nano Parra
- 2013 - Cuecas choras faranduleras

### EP
- 1971 - Desviaron un avión hacia Cuba / Pensamiento del enano maldito